# Temuera Morrison
Temuera Derek Morrison (sinh ngày 26 tháng 12 năm 1960) là một nam diễn viên người New Zealand. Ông được công chúng biết đến qua một số vai diễn như: Jango Fett trong Chiến tranh giữa các vì sao: Tập II – Sự xâm lăng của người Vô tính (2002) hay Commander Cody trong Chiến tranh giữa các vì sao: Tập III – Sự báo thù của người Sith (2005).

## Thời thơ ấu
Morrison sinh ra tại Rotorua, New Zealand. Ông là con trai của Hana Morrison (nhũ danh: Stafford) và Laurie Morrison. Ông là người gốc Maori, Scotland và Ireland.

## Hoạt động nghệ thuật

### Điện ảnh
| Năm  | Tên phim                       | Vai diễn     | Ghi chú |
| ---- | ------------------------------ | ------------ | ------- |
| 2018 | Aquaman: Đế vương Atlantis     | Thomas Curry |         |
| 2023 | Flash                          | Thomas Curry |         |
| 2023 | Aquaman và Vương Quốc Thất Lạc | Thomas Curry |         |